# Baron Marks of Broughton
Baron Marks of Broughton, of Sunningdale in the Royal County of Berks, ist ein erblicher britischer Adelstitel in der Peerage of the United Kingdom.

## Verleihung
Der Titel wurde am 10. Juli 1961 für den Geschäftsmann Sir Simon Marks geschaffen. Er war Geschäftsführer des Einzelhandelsunternehmens Marks & Spencer, die sein Vater Michael Marks zusammen mit Thomas Spencer 1884 gegründet hatte.
Heutiger Titelinhaber ist seit 1998 sein Enkel Simon Marks als 3. Baron.

## Liste der Barone Marks of Broughton (1961)
- Simon Marks, 1. Baron Marks of Broughton (1888–1964)
- Michael Marks, 2. Baron Marks of Broughton (1920–1998)
- Simon Marks, 3. Baron Marks of Broughton (* 1950)

Titelerbe (Heir Apparent) ist der Sohn des aktuellen Titelinhabers, Hon. Michael Marks (* 1989).